# تپه نارک
تپه نارک مربوط به سده‌های اولیه و میانه دوران‌های تاریخی پس از اسلام است و در شهرستان گچساران، بخش مرکزی، دهستان امامزاده جعفر، ۵۰م شمال روستای نارک واقع شده و این اثر در تاریخ ۱۸ شهریور ۱۳۸۷ با شمارهٔ ثبت ۲۳۳۵۰ به‌عنوان یکی از آثار ملی ایران به ثبت رسیده است.